# Mops solomonis
Mops solomonis är ett däggdjur i familjen veckläppade fladdermöss. Populationen infogades en tid i Chaerephon jobensis men sedan början av 2000-talet godkänns den som art.
Arten förekommer endemisk på Salomonöarna. Individerna vilar i grottor och under överhängande klippor vid havet. Fladdermusen besöker antagligen alla habitat som finns på öarna.
IUCN listar Mops solomonis som livskraftig (LC).